# Aqueduc des Arcades
L'aqueduc des Arcades est un pont-aqueduc situé dans la ville de Perpignan dans les Pyrénées-Orientales. 
Il fait 300m environ en longueur, 4.60m de largeur et 13m de haut. Il est composé de 21 arcades et d’orientation nord-est / sud-ouest. La dixième arche est plus large que les autres, afin de laisser passer un chemin du XVIIIe siècle, aujourd’hui remplacé par une ligne de chemin de fer. Cet aqueduc est considéré comme le plus important ouvrage d’art hydraulique dans le Roussillon au Moyen Âge.

## Localisation
L’aqueduc des arcades, aussi appelé « Rec Comtal » ou « Las Canals », se trouve sur l’Avenue d’Espagne, à Perpignan (Pyrénées-Orientales) et part d’Ille-sur-Têt pour rejoindre le canal de la ville. Il est commandé par les Rois de Majorque entre le XIIe et le  XIVe siècle.

## Histoire
Un premier ouvrage en bois est mentionné dès 1338, mais il est remplacé par des ouvrages maçonnés dans un second temps, il est en effet reconstruit entre 1368 et 1378 car il nécessitait beaucoup de réparations. 
Le bourg de Perpignan s’agrandit et devient une grande ville, un volume d'eau permanent est donc exigé pour la construction de nombreux édifices, la voirie et les besoins économiques. Les premières dérivations sous forme de canaux sont érigées au XIIe siècle et se poursuivent au XIVe siècle lorsque les rois de Majorque séjournent au château de Perpignan. En effet, auparavant, il existe peu d’informations sur l’irrigation de la petite ville primitive, les habitations sont placées à l’Est pour avoir accès à la source, il faut donc attendre le XIIe siècle pour avoir des informations précises. À cette époque, Perpignan est une ville qui draine une partie de la population de la plaine à l’intérieur d’une seconde enceinte, cependant, l’approvisionnement en eau devient très vite insuffisant. Pour remédier à cela, plusieurs aménagements sont réalisés, des fontaines, des puits ainsi que des canaux qui sont reliés à la ville grâce aux aqueducs.
L'aqueduc des arcades, est donc construit afin de relier le canal à la ville grandissante; ainsi, les eaux du canal peuvent arriver à  Perpignan.
Au cours du XIIIe siècle, la ville connait une expansion importante. En effet, de nouveaux quartiers se constituent au Sud, formant une couronne allant de l’Ouest à l’Est. C’est le recul des terres agricoles, le développement des espaces bâtis, l’accroissement de la population et la densification des activités artisanales qui accroissent ce besoin en eau. Il existe très peu de documentation sur ce point durant le XIIIe siècle. Les puits et les sources constituent très certainement le mode d’approvisionnement principal de cette période et sont complétés par la proximité des cours d’eau dont la Têt mais cela ne suffit plus au XVe siècle.
Autrefois fait de bois, l’aqueduc a été amélioré au cours de nombreuses opérations de réaménagement, notamment entre 1368 et 1378 où le bois fut remplacé par des ouvrages maçonnés et reconstruit en sable, en cayrou et en chaux.

## Architecture
Se composant de 21 arcades, l’aqueduc des Arcades mesure à peu près 300 mètres de longueur, pour une largeur de 4,60 mètres et 13 mètres de hauteur, selon une orientation sud-ouest ou nord-est. Chacune des arcades était constituée d’un arc en plein cintre, lui-même réalisé avec du cayrou, c’est-à-dire de grandes briques pleines typiques de la Catalogne qui étaient attachées au mortier de chaux. 
Chacun des piliers de l’édifice est criblé d’une niche traversante. Parmi les arches se situant au centre, la dixième dispose d’une plus grande largeur et possède un arc dit surbaissé, très certainement pour enjamber le chemin qui était présent à l’époque, mais qui est aujourd’hui remplacé par le passage de la ligne de chemin de fer.  

## Usage
À la suite d'un développement urbain durant le XIIe siècle dans la région de Perpignan, les rois de Majorque entament une série de constructions hydrauliques afin d'approvisionner la population en eau. En effet, l'accroissement de la population, en particulier dans la périphérie de la ville, rend le système du canal déjà existant insuffisant.
La construction de l'aqueduc est alors vitale car il permet à la fois de surmonter les catastrophes naturelles, comme lors de dépression, notamment celle se trouvant entre les collines Sant-Joan et Vanquer, afin de garder un écoulement d'eau, mais aussi de relier deux tunnels se trouvant de "coves".
Ce pont-aqueduc permet aussi à la population de se déplacer accompagnée de ses troupeaux. Avec la présence d'un déversoir en amont, l'aqueduc permet de soulager en cas de crue et évite des inondations trop importantes. Mais la fonction première de ce pont-aqueduc était de faire rentrer, de façon permanente, le canal de Perpignan provenant de la Têt dans la ville et ainsi redistribuer l'eau dans la périphérie de celle-ci.